# Dark Polo Gang
Le Dark Polo Gang est un groupe de musique trap italien, fondé à Rome en 2014 et actuellement composé de Tony Effe, Wayne Santana et Dark Pyrex.
Ils sont connus pour être apparus sans l'aide et le soutien d'un grand label, ayant produit des morceaux de musique et des clips vidéo indépendamment par le biais de leur label indépendant Triplosette Entertainment. Presque toutes leurs publications sont réalisées par le producteur de DJ italien Sick Luke, collaborateur du groupe.

## Histoire
Les quatre premiers membres du groupe, à savoir Dark Side, Tony Effe, Dark Pyrex et Dark Wayne, se connaissent depuis l'enfance et ont grandi dans les quartiers riches de Rome (Monti, Trastevere, Campo de 'Fiori). Pendant l'adolescence, ils commencent à rapper pour le plaisir jusqu'à ce que le beatmaker Sick Luke, fils du rappeur Duke Montana, les convainc de produire sérieusement des chansons. 
En 2015, la première mixtape du groupe Full Metal Dark est sortie, disponible en téléchargement gratuit et suivie par trois mixtapes individuelles: Tony's et Side's Crack Musica, Wayne's Ginger Juice et Pyrex's The Dark Album. 
En 2017, l'album Twins est sorti, qui a fait ses débuts au sommet du classement des albums FIMI. En août 2017, le single Caramelle a été certifié platine par la FIMI, tandis que Ice Cream Cone et Sportswear ont été certifiés disques d'or par le même organisme.
En 2018, leur premier accord est venu avec un label majeur,  l'Universal Music Group, sous lequel l'album Dark Side entièrement produit par Sick Luke et appelé Sick Side est sorti en janvier. Toujours en 2018, une série basée sur l'histoire et la vie quotidienne du groupe romain a été publiée, produite par TIMvision. Cependant, le départ du groupe a été fondamental par Dark Side, qui, après un premier départ et une déclaration de son père, décidera de se détacher du collectif et de se lancer dans une carrière solo.
Le 28 septembre 2018 sort l'album Trap Lovers, le premier sans Dark Side et produit par Sick Luke, Chris Nolan et Michele Canova Iorfida. Il s'agit de la première œuvre musicale du Dark Polo Gang publiée uniquement au nom du collectif, comme en témoigne l'absence des noms des membres du trio sur la couverture, ce qui n'arrive pas pour les œuvres musicales précédentes. L'album a obtenu un bon succès dans la mère patrie et la relative Cambiare adesso et  British ont été certifiés respectivement double platine et platine en 2019, une réédition a été présentée, Trap Lovers Reloaded, promue par les singles. de Gang Shit (en collaboration avec Capo Plaza) et Sex on the Beach, également certifié disque d'or par FIMI avec la chanson Taki Taki. 
Dark Boys Club sort le 8 mai 2020, une mixtape de morceaux inédits qui suit la collaboration internationale du rappeur espagnol Kidd Keo dans la chanson Loco. La mixtape présente plusieurs fonctionnalités, dont Salmo, Tedua, Lazza, Capo Plaza, Anna, Boro Boro et Mambolosco.

## Formation

### Actuel
- Tony Effe - voix (2014-présent)
- Dark Pyrex / Principe Pyrex / Prynce - voix (2014-présent)
- Wayne Santana - voix (2014-présent)

### Anciens composants
- Side Baby / Dark Side - voix (2014-2018)

## Discographie

### Albums studio
- 2017 - Twins (Tony, Wayne)
- 2018 - Sick side (Side)
- 2018 - Trap Lovers
- 2020 - Dark Boys Club

### Mixtapes
- 2015 - Full Metal Dark
- 2016 - Crack Musica (Tony, Side)
- 2016 - Succo di zenzero  (Wayne)
- 2016 - The Dark Album (Pyrex)
- 2020 - Dark Boys Club

### Compilation
- 2017 - Trilogy

### Singles
- 2017 - Caramelle (feat. Peachwalnut)
- 2017 - Magazine
- 2017 - Spezzacuori
- 2017 - Sportswear
- 2018 - British
- 2018 - Cambiare adesso
- 2019 - Gang Shit (avec Capo Plaza)
- 2019 - Sex on the beach
- 2019 - Bassotto
- 2019 - Glock